# Medgidia
Medgidia (en turc Mecidye) est une municipalité roumaine du județ de Constanța dans la région de Dobroudja. Avec environ 43 000 habitants, elle est la deuxième plus grande ville du département, après la ville de Constanta.
Medgidia est située entre le Danube et la mer Noire, à 37 km de Constanța. Avec Babadag, elle reste un des centres majeurs de l’islam de Roumanie.
La municipalité de Medgidia comprend deux villages : Remus Opreanu et Valea Dacilor.

## Histoire
Les archéologues ont trouvé des traces de présence humaine à Medgidia qui remontent au néolithique. À l'époque de l'empereur romain Dioclétien en guerre contre les Daces, un limes est construit parallèlement à la rivière Axius (affluent du Danube) et l'un des castrae se trouve à l'emplacement de l'actuelle Medgidia. L'empereur Constantin relève et renforce ce limes pour faire face aux grandes invasions. Mais après la bataille d'Ongal au VIIe siècle, l'Empire romain d'Orient doit se retirer de la région et n'y revient qu'au Xe siècle pour, une fois de plus, fortifier le pays.
Au XIIe siècle la région fait partie du royaume bulgaro-valaque auquel succèdent, au XIVe siècle, le despotat de Dobroudja puis la principauté de Valachie : des ermitages creusés dans la roche datent de cette période.
À la suite de la conquête de la Dobroudja de 1417 par les Ottomans, au XVe siècle, les colons musulmans bâtissent une petite ville du nom de Karasu qui signifie en turc eau noire. Le nom de Karasu figure sur les cartes de Iehuda Ben Zara en 1497, dans les écrits de Paolo Giorgio en 1590 et d'Evliya Çelebi en 1653.
Selon le professeur universitaire Metin Omer de l’université Ovidius de Constanta, pendant la période ottomane, et jusqu’au 19e siècle, la ville était un centre économique important. On y organisait deux fois par an une foire appelée Panaghir. La ville était réputée surtout pour le commerce avec les céréales et les animaux.
Medgidia doit son nom au sultan turc Abdülmecid Ier qui agrandit largement Karasu en 1856, afin d'accueillir les musulmans chassés par l'Empire russe du Boudjak en 1812 (Turcs et Tatars qui vivaient depuis quatre décennies dans des villages de tentes) et de Crimée en 1856 en raison de la guerre de Crimée.
À la suite des migrations déclenchées par la guerre de Crimée, le caractère musulman de la ville est renforcé. La ville abritait ainsi 25 mosquees. La population musulmane, qui était majoritaire dans la ville, atteignait 20 000-30 000 personnes.(ro) Luca Auris, « Medgidia, primul oraș modern al Imperiului Otoman », Discover Dobrogea,‎ 18 décembre 2021 (lire en ligne, consulté le 16 septembre 2022).
Après la guerre russo-turque de 1877-1878, le nord de la Dobroudja devient territoire roumain, incluant Medgidia dont les habitants deviennent citoyens roumains. Même si avec le temps, les Roumains chrétiens deviennent majoritaires, la ville reste, avec Babadag, l'un ces centres culturels majeurs de l'islam en Roumanie.
Dans les années 1970, sous la république socialiste de Roumanie, le centre-ville d'aspect traditionnel ottoman, jugé « archaïque et dépassé » par le régime de Nicolae Ceaușescu, est démoli et remplacé par des barres d'immeubles de style anonyme et fonctionnel.
En 1994, cinq ans après la chute de la dictature, Medgidia prend le statut de municipalité.

## Démographie
Lors du recensement de 2011, 71,47 % de la population se déclarent roumains, 1,51 % comme roms, 8,39 % comme turcs et 8,7 % comme tatars (10,31 % ne déclarent pas d'appartenance ethnique et 0,22 % déclarent appartenir à une autre ethnie).

## Politique
| Parti | Parti                                                          | Sièges |
| ----- | -------------------------------------------------------------- | ------ |
|       | Parti social-démocrate (PSD)                                   | 5      |
|       | Parti national libéral (PNL)                                   | 4      |
|       | M10                                                            | 5      |
|       | Alliance des libéraux et démocrates (ALDE)                     | 5      |
|       | Union démocrate des Tatars turco-musulmans de Roumanie (UDTTR) | 5      |

## Tourisme
- Le musée d'art Lucian Grigorescu: Ouvert en 1964 avec des expositions de peintures, sculptures et dessins roumains contemporains signés par des artistes comme Lucian Grigorescu, Marius Bunescu, Ion Jalea etc. En 1991, le musée prend le nom de Lucian Grigorescu, un artiste peintre local.

- La mosquée Abdul Medjid: érigée en 1860 par les Ottomans, nommé en hommage au sultan Abdülmecid Ier qui régna de 1839 à 1861.

- Le monument des héros serbes : en 1926, la ville de Medgidia commémore l'héroïsme des divisions serbes qui ont combattu en Dobroudja pendant la première Guerre mondiale, et un monument en leur honneur est inauguré.

## Jumelage
Medgidia a conclu des jumelages avec les villes de :
- Cahul (Moldavie)
- Çorlu (Turquie) depuis 2015[6]
- Favara (Italie)
- Yalova (Turquie)
- Zhumadian (Chine)

## Sport
La ville a son club de football, le CSM Medgidia qui joue dans le stade municipal inauguré en 1983, d'une capacité de 32 700 places. Le stade a été nommé Iftimie Ilisei en 2008, en hommage au maire qui l'a fait construire.